# Сансо, Пьер
Пьер Сансо́ (фр. Pierre Sansot, 9 июня 1928, Антиб — 6 мая 2005, Гренобль) — французский социолог и антрополог.

## Биография
Сын школьной учительницы. В 1963—1993 преподавал в Гренобле, в 1993—1998 — в Монпелье.

## Труды
Основные работы посвящены социологии городского пространства («Поэтика города», 1973) и социологии спорта («Регби — это праздник», 1991), в терминах самого Сансо — социологии «чувственного мира» (des formes sensibles), в котором воображаемое становится физически ощутимым. Кроме того, Сансо принадлежат книги очерков, соединяющих социологические наблюдения с элементами автобиографии и литературы, которые принесли ему читательскую известность («Об искусстве не торопиться», 1998, и др.). В конце жизни он опубликовал несколько романов.

## Избранные сочинения
- Poétique de la ville (1973, переизд. 1997)
- La France sensible (1985, переизд. 1995)
- Les formes sensibles de la vie sociale (1986)
- Le Rugby est une fête(1991)
- Les Gens de peu (1992, переизд. 1994, 2002)
- Jardins publics (1994, переизд. 1995, 2003)
- Les Vieux ça ne devrait jamais devenir vieux (1995, переизд. 2001)
- Du bon usage de la lenteur (1998, переизд. 1999, 2000)
- Il vous faudra traverser la vie (1999, роман)
- Le Rugby est une fête et le tennis non plus (2002)
- La beauté m’insupporte (2006, посмертно)
- Ce qu’il reste (2006, посмертно)